# Redemption Process
Redemption Process è il quarto album in studio del gruppo heavy metal francese Anorexia Nervosa, pubblicato nel 2004.

## Tracce
1. The Shining – 5:29
2. Antinferno – 6:47
3. Sister September – 6:33
4. Worship Manifesto – 5:29
5. Codex-Veritas – 7:07
6. An Amen – 7:28
7. The Sacrament – 6:41